# Allotropie

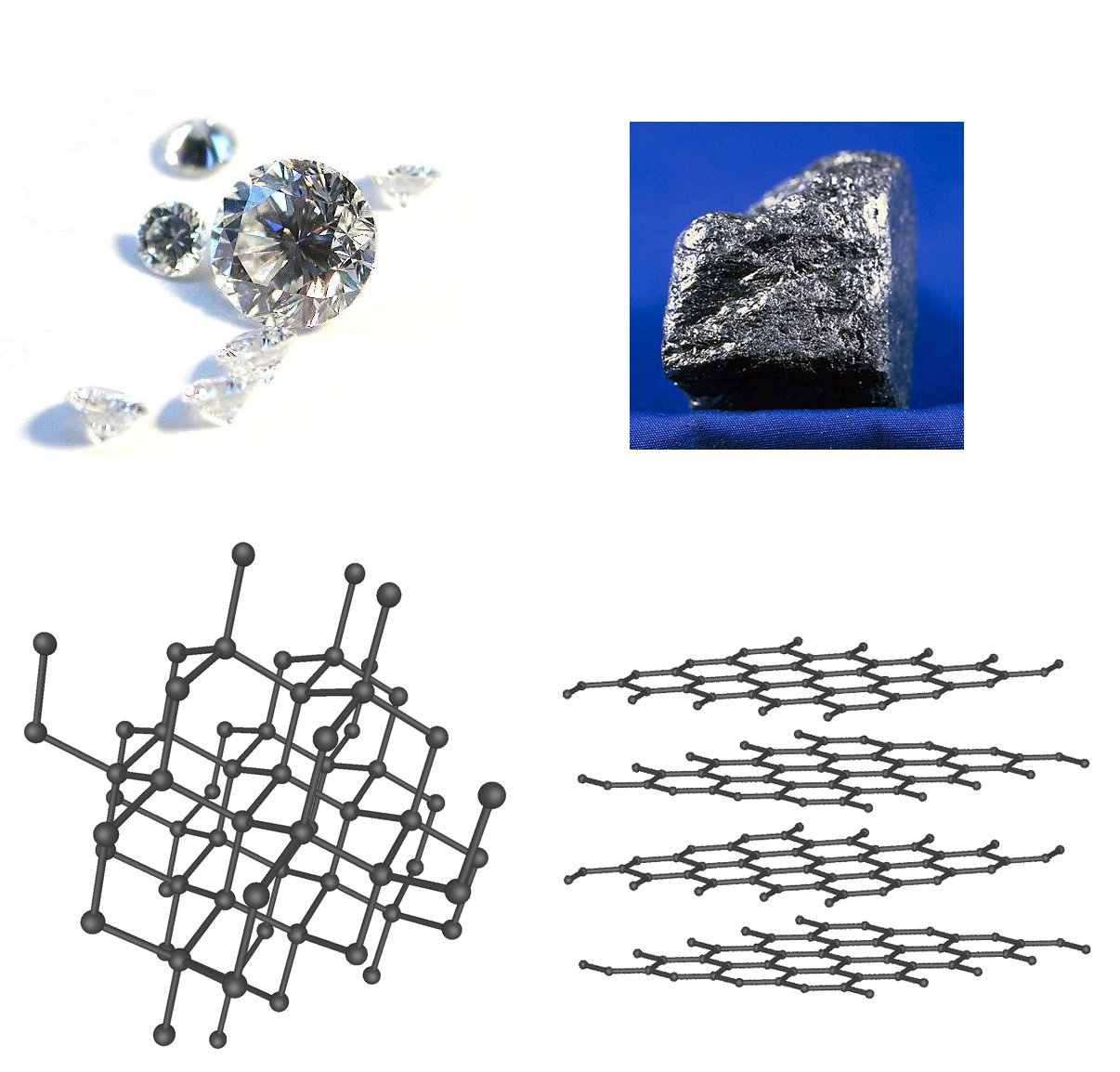
Links kubisch diamant en rechts hexagonaal grafiet, allotropen van koolstof

Allotropie (uit het Grieks: ἀλλοτροπεῖν, allotropeín, 'veranderen', ἄλλος, allos, 'ander' en τρόπος, tropos 'manier'), soms gelijksoortige stoffen, is het verschijnsel dat van hetzelfde element die een vaste stof is verschillende verschijningsvormen of allotropen bestaan. Allotropie bij enkelvoudige vaste stoffen is het gevolg van verschillen in kristalstructuur die ontstaan onder hoge temperatuur of onder hoge druk. De naam allotropie is door Jöns Jacob Berzelius bedacht. 
Allotropen kunnen door verschillen in de rangschikking van hun atomen onderling sterk verschillen wat betreft hun mechanische materiaaleigenchappen. Diamant en grafiet zijn twee allotropen van de enkelvoudige stof koolstof. De koolstofatomen nemen in diamant een kubisch kristalstelsel aan, terwijl zij in grafiet in losse lagen van in zeshoeken gerangschikte koolstofatomen liggen en daarbij een hexagonaal kristalstelsel aannemen. De faseovergang van grafietstructuur naar diamantstructuur gebeurt in de aardmantel onder invloed van de grote druk op het gesteente. Dit wordt metamorfose genoemd.
Enkele voorbeelden van vaste enkelvoudige stoffen die allotropie vertonen, zijn:
- Koolstof kan als grafiet, diamant, lonsdaleïet, fullereen en als amorfe koolstof voorkomen.
- fosfor in rode, witte of paarse vorm
- zwavel in orthorombische en monokliene vorm
- tin: als grijs of wit tin
- arseen
- zuurstof als dizuurstof O2 en ozon O3

Allotropie valt onder het bredere begrip polymorfie dat hetzelfde verschijnsel bestudeert bij samengestelde stoffen.